# Gregor Ropret
Gregor Ropret (Lubiana, 1º marzo 1989) è un pallavolista sloveno, palleggiatore dell'Asseco Resovia.

## Carriera

### Club
Nella stagione 2008-09 viene ingaggiato dal Kamnik, nella 1. DOL slovena, dove resta per tre annate. Nella stagione 2011-12 si trasferisce all'ACH Volley, sempre in 1. DOL, con cui, in tre annate di permanenza, vince due Coppe di Slovenia, tre scudetti e due Middle European League.
Per il campionato 2014-15 veste la maglia del Tirol, nella 1. Bundesliga austriaca, aggiudicandosi la Middle European League 2014-15 e due scudetti. Nella stagione 2016-17 si accasa al Molfetta, nella Superlega italiana: tuttavia, poco dopo l'inizio del campionato, si trasferisce al club turco dell'Afyon, in Efeler Ligi, dove conclude l'annata.
Nella stagione 2017-18 è al Karlovarsko, nella Extraliga ceca, con cui conquista il campionato, mentre in quella successiva passa alla squadra francese del Nantes, in Ligue A. Nell'annata 2020-21 torna nella massima divisione slovena con l'ACH Volley, vincendo la Middle European League, per poi rigiocare nella Ligue A col Cambrai per il campionato successivo.
Nella stagione 2022-23 torna a calcare i campi della Superlega, indossando la maglia della Sir Safety Perugia con cui vince due Supercoppe italiane, altrettanti campionati mondiali per club, una Coppa Italia e uno scudetto. Nel campionato 2024-25 approda nella Polska Liga Siatkówki grazie all'ingaggio dell'Asseco Resovia.

### Nazionale
Nel 2007 viene convocato nella nazionale under 21 slovena, mentre nel 2008 è in quella under 20.
Ottiene le prime convocazioni nella nazionale maggiore nel 2009, anno in cui vince la medaglia di bronzo ai XVI Giochi del Mediterraneo. Nel 2011 conquista il bronzo all'European League, mentre nel 2015 si aggiudica l'oro all'European League e l'argento al campionato europeo. Nel 2019, dopo la medaglia d'oro alla Volleyball Challenger Cup, vince l'argento al campionato continentale: nella stessa competizione bissa l'argento nell'edizione successiva e ottiene il bronzo in quella 2023.

## Palmarès

### Club
- Campionato sloveno: 3

2011-12, 2012-13, 2013-14
- Campionato austriaco: 2

2014-15, 2015-16
- Campionato ceco: 1

2017-18
- Campionato italiano: 1

2023-24
- Coppa di Slovenia: 2

2011-12, 2012-13
- Coppa Italia: 1

2023-24
- Supercoppa italiana: 2

2022, 2023
- Middle European League: 4

2012-13, 2013-14, 2014-15, 2020-21
- Campionato mondiale per club: 2

2022, 2023

### Nazionale (competizioni minori)
- Giochi del Mediterraneo 2009
- European League 2011
- European League 2015
- Volleyball Challenger Cup 2019
- Memorial Hubert Wagner 2023

### Premi individuali
- 2021 - Middle European League: Miglior palleggiatore
- 2021 - Campionato europeo: Miglior palleggiatore